# Babatunde Aiyegbusi
Babatunde Łukasz Aiyegbusi (ur. 26 maja 1988 w Oleśnicy) – polski wrestler, futbolista, reprezentant Polski w tej dyscyplinie sportu pochodzenia nigeryjskiego, trzykrotny mistrz i dwukrotny wicemistrz Polski, brązowy medalista mistrzostw Czech. Najbardziej znany jest ze swojej pracy w WWE, gdzie występował pod pseudonimami Dabba-Kato, Babatunde i Commander Azeez. Były zawodnik klubu Minnesota Vikings.  

## Wczesne życie
Urodzony w Oleśnicy, syn nigeryjskiego imigranta oraz Polki.

## Futbol amerykański
Aiyegbusi przed futbolem amerykańskim swój imponujący wzrost (206 cm) wykorzystywał grając w koszykówkę, którą uprawiał przez około 4 lata. W 2005 roku zdobył mistrzostwo Polski juniorów w koszykówce grając w drużynie Śląska Wrocław. W sezonie 2005/2006 rozegrał jeden mecz w barwach rezerw Śląska w rozgrywkach II ligi, zdobywając także mistrzostwo tego poziomu rozgrywkowego. Z powodu częstych problemów z przekraczaniem limitów fauli zdecydował się zakończyć karierę koszykarską i zaczął uprawiać futbol amerykański, którego pierwszy raz spróbował w 2005 roku, gdy wziął udział w treningu zorganizowanym przez The Crew Wrocław, a uprawianą dyscyplinę zmienił ostatecznie w 2007 roku.
Aiyegbusi podczas trwającej 8 lat kariery występował głównie na pozycji ofensywnego liniowego. Z The Crew zdobył trzy tytuły mistrza Polski oraz dwa wicemistrzostwa, kiedy w 2009 roku klub został przemianowany z The Crew Wrocław na Giants Wrocław. W 2012 zdobył również brązowy medal ligi czeskiej, a już rok później został nagrodzony tytułem najlepszego liniowego sezonu PLFA. W tym samym roku wystąpił w reprezentacji Polski w meczach przeciwko Holandii i Szwecji. Powołanie do polskiej kadry otrzymał również 2 lata później.
W 2014 roku dołączył do niemieckiej drużyny Dresden Monarchs, z którą dotarł do półfinałów German Football League. W grudniu 2014 roku podpisał kontrakt z warszawską drużyną Warsaw Eagles. W czasie występów w Warszawie łączył karierę sportową z pracą w firmie ochroniarskiej.
W 2015 roku Babatunde został zaproszony na testy w University of Texas at San Antonio. Dwa dni później wziął udział w testach do drużyny grającej w National Football League, Minnesota Vikings. 26 marca 2015 roku podpisał z nią kontrakt zawodowy. Stał się dopiero piątym Polakiem występującym w NFL, pierwszym reprezentantem Polski w tej lidze, pierwszym polskim zawodnikiem, który nie grał wcześniej w lidze uniwersyteckiej, pierwszym futbolistą, który trafił do NFL grając wcześniej w PLFA, a także pierwszym futbolistą w historii, który przeszedł bezpośrednio do NFL z europejskiej ligi, bez wcześniejszej gry w NCAA.
W barwach Vikings rozegrał 3 mecze przedsezonowe. 5 września 2015 roku klub ogłosił rozwiązanie umowy z zawodnikiem.

## Wrestling
W 2015 roku rozpoczął karierę wrestlera od razu dołączając do największej federacji wrestlingu na świecie – WWE. 12 kwietnia 2016 roku Babatunde podpisał rozwojowy kontrakt z federacją. Pierwsze 2 lata spędził w Performance Center, ucząc się wrestlingu ze sporadycznymi przerwami na nietransmitowane na żywo wydarzenia WWE Live oraz na wypożyczenia do podlegającej pod WWE federacji wrestlingu – Evolve. W tej federacji mierzył się z takimi wrestlerami jak Eddie Kingston (aktualnie występujący w federacji AEW) czy Austin Theory. Na krótko przed swoim debiutem na Greatest Royal Rumble odbywającym się w Arabii Saudyjskiej, na WWE Live przedstawiony został jego tag team z perspektywicznym wrestlerem Lio Rushem. Drużyna na nietransmitowanych na żywo wydarzeniach spisywała się na tyle dobrze, że Aiyegbusi miał początkowo zadebiutować w brandzie WWE NXT w dywizji tag teamowej. Ostatecznie jednak Rush dołączył do WWE 205 Live i plany na debiut Babatunde musiały ulec zmianie.
27 kwietnia 2018 roku Polak zadebiutował w federacji WWE jako członek 50-cio osobowego Royal Rumble matchu na gali WWE Greatest Royal Rumble jako "Babatunde". Do ringu wszedł z numerem #37, a na jego spodniach widniała flaga Polski oraz Nigerii. Chwilę po wejściu został jednak wyeliminowany przez Brauna Strowmana. 
4 sierpnia 2020 roku Babatunde pojawił się na tygodniówce WWE RAW w segmencie WWE RAW Undergound prowadzonym przez syna Vince'a McMahona, Shane'a. Segment ten był bardzo nietypowy gdyż klasyczne walki wrestlerskie zostały tam zastąpione pojedynkami na wzór MMA, gdzie zwycięstwo można było odnieść nie przez przypięcie przeciwnika, a przez nokaut lub poddanie. Aiyegbusi zadebiutował tam jako "Dabba-Kato" wygrywając łatwo dwie pierwsze walki, przegrywając trzecią przeciwko Braunowi Strowmanowi. Po zakończeniu RAW Underground Dabba-Kato pojawił się jeszcze jednokrotnie na WWE RAW jako bodyguard Shane'a McMahona.
Po prawie rocznej przerwie Babatunde ponownie pojawił się w WWE, tym razem jako "Commander Azeez". Polak zainterweniował w walkę o mistrzostwo WWE Intercontinental w trakcie drugiej nocy WrestleManii 37, atakując Big E i pomagając Apollo Crewsowi w zdobyciu mistrzostwa interkontynentalnego. Nowa, heelowa postać odgrywana przez Babatunde skupiała się bardziej na drugiej narodowości Ayiegbusi'ego, czyli na Nigerii. Crews, również posiadający nigeryjskie korzenie, był w posiadaniu tego mistrzostwa przez 124 dni. Azeez pełnił rolę menedżera oraz partnera tag teamowego dla Crewsa. 13 sierpnia 2021 roku Shinsuke Nakamura pokonał Apollo Crewsa odbierając mu mistrzostwo interkontynentalne. 
Babatunde występował w WWE jako "Commander Azeez" jeszcze przez półtora roku, rywalizując w tym czasie m.in. z Omosem. 4 lutego 2023 roku Ayiegbusi powrócił do WWE po kolejnej przerwie. Wrócił również do postaci Dabba-Kato. Polak pojawił się na gali NXT Vengeance Day (2023) interweniując w pojedynek pomiędzy Apollo Crewsem, a Carmelo Hayesem. Po porażce Crewsa, Kato niespodziewanie zaatakował go. 21 września 2023 roku Aiyegbusi został zwolniony z kontraktu z WWE. Po zwolnieniu z WWE został zawodnikiem polskiej federacji Prime Time Wrestling (PTW) w której do teraz występuje.